# ذكاء إدارة المخاطر
الذكاء في إدارة المخاطر هو مفهوم يعني بشكل عام “ما يتجاوز إدارة المخاطر”، على الرغم من أنه قد تم استخدامه بطرق مختلفة من قبل كتاب متعددين. يستخدم هذا المصطلح بشكل متزايد من قبل استراتيجيي الأعمال عند مناقشة العمليات التجارية التكاملية المتعلقة بالحوكمة، وإدارة المخاطر، والامتثال.

## التعريفات
يعود أول استخدام غير محدد لعبارة “الذكاء في إدارة المخاطر” إلى الثمانينيات في الـ١٩٨٠، ويتماشى مع تعريف الذكاء كمعلومات يتم الحصول عليها من عدو (على سبيل المثال، فيما يتعلق بمخاطر الائتمان). وظهر في هذا الوقت أيضًا موضوع التوازن بين المخاطر والابتكار باستخدام المعلومات والعمليات المعرفية ذات الصلة. أما الاستخدام الحديث للمصطلح فهو أكثر ارتباطًا بالذكاء كفهم وحل للمشكلات.
يُعرّف الكاتب الأمريكي ديفيد أبغار الذكاء في المخاطر بأنه القدرة على التعلم عن المخاطر من خلال التجربة
عرّف ستيفن فاغنر، شريك سابق في Deloitte للاستشارات المخاطرية (وقد تقاعد الآن)، إلى جانب ريك فنستون، الشريك السابق في Deloitte والمستشار الإداري الحالي، الذكاء في المخاطر بأنه نهج ديناميكي لحماية وخلق القيمة وسط حالة من عدم اليقين. ويمثل هذا الذكاء عملية شاملة للمؤسسة تدمج الأفراد والعمليات (النظم) والأدوات من أجل زيادة المعلومات المتاحة لصانعي القرار لتحسين عملية اتخاذ القرار.
في المملكة المتحدة، يعرف الفيلسوف وعالم النفس ديلان إيفانز هذا المفهوم بأنه “نوع خاص من الذكاء للتفكير في المخاطر وحالة عدم اليقين”، ويكمن جوهره في القدرة على تقدير الاحتمالات بدقة. ويشمل إيفانز اختبار الذكاء في المخاطر (RQ) في كتابه وعلى موقعه الإلكتروني، حيث يشبه هذا الاختبار اختباري IQ (معدل الذكاء) وEQ (الذكاء العاطفي).
يميز عالم الحاسوب والباحث في المخاطر يوخن ل. لايدنر ثلاثة أنواع من المخاطر (نوع المخاطر، احتمالية الحدوث، والتأثير؛ ويُطلق على التأثير أيضًا الخسارة إذا عبر عنها بمصطلحات مالية سلبية). وبذلك، فإن الذكاء في إدارة المخاطر هو عملية الحصول على هذه المعلومات الثلاثة لأي نوع من المخاطر التي تواجهها الكيانات بشكل غير تافه. يمكن الحصول على الذكاء في المخاطر يدويًا أو باستخدام الدعم الحاسوبي.
كما عرّف المدير المالي الأمريكي والكاتب وأستاذ جامعة كولومبيا ليو تيلمان الذكاء في المخاطر بأنه “القدرة التنظيمية على التفكير بشكل شمولي حول المخاطر وحالة عدم اليقين، والتحدث بلغة مشتركة للمخاطر، واستخدام مفاهيم وأدوات المخاطر المستقبلية بشكل فعال لاتخاذ قرارات أفضل، والتخفيف من التهديدات، واستغلال الفرص، وخلق قيمة مستدامة”. وقد أكد أن الذكاء في إدارة المخاطر هو أمر جوهري للبقاء والنجاح وملاءمة الشركات والمستثمرين في عالم ما بعد الأزمات. في أحدث كتبه “المرونة: كيف نتنقل في المجهول ونغتنم الفرص في عالم مليء بالاضطراب” (2019، شارك في تأليفه مع الجنرال تشارلز هـ. جاكوبي جونيور)، يصف تيلمان الذكاء في المخاطر بأنه حجر الزاوية في مرونة المؤسسات.

## المقارنة مع الذكاء التجاري
كمفهوم ناشئ، يشترك الذكاء في إدارة المخاطر في خصائص مع موضوعات أخرى مثل الذكاء التجاري والذكاء التنافسي. ولذلك، هناك من يعتقد أن الذكاء في المخاطر هو مجموعة العمليات التي تحول بيانات المخاطر إلى معلومات ذات معنى وفائدة لأغراض تحليل ومعالجة وتخطيط المخاطر.